# Kunenetoko
Kunenetoko (Tockus monteiri) är en fågel i familjen näshornsfåglar inom ordningen härfåglar och näshornsfåglar

## Utseende och läte
Kunenetoko är en brun näshornsfågel med vit buk och gulorange näbb. I flykten syns vita yttre stjärtpennor och vita vingfläckar. Arten liknar ravintokon, men skiljer sig på det vita i vingen, mycket mer vitt i stjärten och gult i näbbroten. Lätet består av en serie kluckande toner som ökar i hastighet och ljudstyrka.

## Utbredning och systematik
Fågeln förekommer på torr savann i södra Angola och norra Namibia. Den behandlas som monotypisk, det vill säga att den inte delas in i några underarter.

## Levnadssätt
Kunenetoko hittas i torr savann. Den ses vanligen enstaka eller i par, ibland i små flockar.

## Status
Arten har ett stort utbredningsområde och beståndet anses vara stabilt. Internationella naturvårdsunionen IUCN listar den därför som livskraftig (LC).

## Namn
Fågelns vetenskapliga artnamn hedrar Joaquim João Monteiro (1833-1878), en portugisisk gruvingenjör och samlare verksam i Angola 1858-1875. Tidigare kallades den ’’monteirotoko’’ även på svenska, men tilldelades 2023 ett mer informativt namn av BirdLife Sveriges taxonomikommitté.